# Julien Saubade
Pour la romancière française, voir Valérie Saubade.
Pas d'image ? Cliquez ici

a Compétitions nationales et continentales officielles uniquement.

b Matchs officiels uniquement.
Dernière mise à jour le 3 décembre 2017.
Julien Saubade, né le 5 novembre 1983 à Bayonne, est un joueur français de rugby à XV et international français de rugby à sept qui évolue au poste d'ailier.

## Biographie
Julien Saubade est formé au Biarritz olympique en tant qu'arrière. Il dispute plusieurs matchs matchs amicaux avec l'équipe première lors de la saison 2001-2002. Alors que le club basque ne lui propose pas de contrat professionnel, il rejoint en 2003 l'US Dax en Pro D2 avec laquelle il évolue pendant deux ans.
En 2005, il signe un contrat avec le Stade français en Top 14, avec lequel il est champion de France en 2007. En 2009, il rejoint l'autre club de la capitale, le Racing. En novembre 2012, il se blesse gravement au genou et son contrat n'est pas renouvelé. Il signe un contrat avec la Fédération française de rugby pour se consacrer au rugby à VII.
En mars 2015, son contrat avec la FFR n'est pas renouvelé. Il signe alors avec l'Anglet ORC en Fédérale 1 à partir de la saison 2015-2016.
En avril 2016, il participe à un match organisé en hommage à Maxime Bouffard, ancien rugbyman de Biarritz et Périgueux décédé lors de l'attentat du 13 novembre 2015 au Bataclan.

## Palmarès

### En club
- Championnat de France de première division :
  - Champion (1) : 2007 avec le Stade français.

### En équipe nationale
- Équipe de France universitaire : 2 sélections en 2005 (Angleterre, 2 fois)
- Équipe de France -21 ans : participation au championnat du monde 2004 en Écosse
- Équipe de France -19 ans
- Équipe de France -18 ans
- Équipe de France de rugby à sept

En juin 2009, il participe à la tournée des Barbarians français en Argentine pour affronter le Rosario Invitación XV puis les Pumas,. Les Baa-Baas l'emportent 54 à 30 contre Rosario puis s'inclinent 32 à 18 contre l'Argentine à Buenos Aires.

### Personnel
- 2e meilleur marqueur d'essai de Pro D2 : 2005 (12, ex-aequo avec Patrice Serre, soit 4 de moins que le premier Martin Jagr)[11]
- 22 essais marqués avec le Stade français dont 4 en H Cup